# Противоположное число
Противоположное число {\displaystyle n'} по отношению к числу {\displaystyle n} — это число, которое при сложении с {\displaystyle n} даёт ноль. Данное явление называется взаимным уничтожением слагаемых.
{\displaystyle n+n'=0}
Для любого действительного (или комплексного) числа существует число, противоположное ему. Число 0 противоположно самому себе.

## Противоположное к действительному
Из определения противоположного числа следует
{\displaystyle n'=-n}
Таким образом, противоположные числа имеют одинаковые модули, но противоположные знаки. В соответствии с этим, противоположное числу {\displaystyle n} обозначают {\displaystyle -n}.
Когда число является положительным, то противоположное ему число будет отрицательным, и наоборот. Существует лишь одно число, противоположное к которому совпадает с ним самим. Это число 0.
Не стоит путать термины «противоположное число» и «обратное число». Два числа называются взаимно обратными, если их произведение равняется единице. Например, число, обратное к 7, это 1/7, а противоположное −7.

## Противоположное к комплексному
Существует три формы комплексного числа: алгебраическая, тригонометрическая и показательная.

| Формы комплексного числа | Число {\displaystyle (z)}                       | Противоположное {\displaystyle (-z)}             |
| Алгебраическая           | {\displaystyle x+iy}                            | {\displaystyle -x-iy}                            |
| Тригонометрическая       | {\displaystyle r(\cos \varphi +i\sin \varphi )} | {\displaystyle -r(\cos \varphi +i\sin \varphi )} |
| Показательная            | {\displaystyle re^{i\varphi }}                  | {\displaystyle -re^{i\varphi }}                  |

| __________Обозначение__________ {\displaystyle z\in \mathbb {C} } (комплексное число), {\displaystyle x=\operatorname {Re} (z)\in \mathbb {R} } (действительная часть комплексного числа), {\displaystyle y=\operatorname {Im} (z)\in \mathbb {R} } (мнимая часть комплексного числа), {\displaystyle i} — мнимая единица, {\displaystyle r=\|z\|={\sqrt {x^{2}+y^{2}}}} (модуль комплексного числа), {\displaystyle \varphi =\operatorname {arg} z=\operatorname {arctg} {\frac {y}{x}}} (аргумент комплексного числа), {\displaystyle e} — основание натурального логарифма. |

### Противоположное к мнимой единице
Существует лишь два числа (комплексно-сопряженные), противоположное и обратное числа к которым равны. Это {\displaystyle \pm i}.
| Число              | Равенство противоположного и обратного | Равенство противоположного и обратного |
| Число              | Запись обратного через дробь           | Запись обратного через степень         |
| {\displaystyle i}  | {\displaystyle -i={\frac {1}{i}}}      | {\displaystyle -i=i^{-1}}              |
| {\displaystyle -i} | {\displaystyle i=-{\frac {1}{i}}}      | {\displaystyle i=-i^{-1}}              |

| __________Доказательство__________ Покажем доказательство для {\displaystyle i} (для {\displaystyle -i} аналогично). Используем основное свойство дроби: {\displaystyle {\frac {1}{i}}={\frac {1\cdot i}{i\cdot i}}={\frac {i}{i^{2}}}={\frac {i}{-1}}=-i} Таким образом, получаем {\displaystyle -i={\frac {1}{i}}}__или__{\displaystyle -i=i^{-1}} Аналогично для {\displaystyle -i}: __ {\displaystyle i=-{\frac {1}{i}}} __ или __ {\displaystyle i=-i^{-1}} |